# سكة سفر (مسلسل)
سكة سفر، مسلسل تلفزيوني كوميدي سعودي. أنتج وعرض عام 2022. وقام 12 كاتباً بالمشاركة بتأليف حلقاته وأخرجه أوس الشرقي. عرض لاول مرة على قناة إم بي سي في 2 أبريل 2022.وفي مارس 2024 تم بث موسمه الثالث.

## قصة المسلسل
بعد وفاة الأب يقع ثلاث أشقاء في مأزق حول كيفية إدارة الفندق والمحطة والبقالة الذي ورثوها، ويقعون في مواقف وأحداث عدة بسبب جهلهم بالتعامل مع الآخرين بعد وفاة الأب المسؤول، فيظهر الأب على هيئة شبح في السماء لتوجيههم.

## المشاركين بالعمل
- سعد عبد العزيز.
- صالح أبو عمرة.
- محمد الشهري.
- ناصر الربيعان.
- خيرية نظمي.
- أصايل العتيبي.
- ابراهيم الحساوي
- عبدالله السدحان
- سلطان المقبالي

## ضيوف الحلقات
- - ريما العلي
  - نور حسين
  - شيخة البدر
  - رانا الشافعي
  - دانة آل سالم
  - شذى سبت
  - محمد طلق
  - محمد الجبرتي
  - فاطمة الحوسني
  - فوز عبد الله
  - شيماء سبت
  - شيلاء سبت
  - شجاع نشاط
  - يحيى الغماري
  - فايز شودري
  - عبد الله القحطاني
  - عبدالعزيز الشهري
  - علي السبع
  - سعيد صالح
  - محمد القس
  - عبد العزيز السكيرين
  - ناصر الربيعان
  - إبراهيم الحساوي
  - رشيد عساف
  - روجينا
  - غصون الطحان
  - عجيبة الدوسري
  - فاتن أحمد
  - عبدالله السدحان
  - إلهام علي
  - خالد صقر
  - حسن الخلف
  - إبراهيم الحجاج
  - هشام الغامدي
  - ناصر الظافر
  - مهدي الناصر
  - سلطان المقبالي
  - سعود العوني
  - محمد الهاجري
  - عبدالرحمن هبه
  - مهنا الدوسري